# Brit Awards 1999
19 ceremonia rozdania BRIT Awards, prestiżowych nagród wręczanych przez Brytyjski Przemysł Fonograficzny odbyła się 16 lutego 1999 roku. Wydarzenie to miało miejsce po raz drugi w London Arena w Londynie w Wielkiej Brytanii.

## Nominacje i zwycięzcy
| Brytyjski album roku | Utwór roku |
| --- | --- |
| - Manic Street Preachers – This Is My Truth Tell Me Yours - Catatonia – International Velvet - Gomez – Bring It On - Massive Attack – Mezzanine - Robbie Williams – I’ve Been Expecting You | - Robbie Williams – "Angels" - Beautiful South – "Perfect 10" - Catatonia – "Road Rage" - Cornershop – "Brimful of Asha" - Des’ree – "Life" - Fatboy Slim – "The Rockafeller Skank" - Manic Street Preachers – "If You Tolerate This Your Children Will Be Next" - Massive Attack – "Teardrop" - George Michael – "Outside" - Robbie Williams – "Millennium" |
| Najlepszy brytyjski artysta | Najlepsza brytyjska artystka |
| - Robbie Williams - Ian Brown - Bernard Butler - Lynden David Hall - Fatboy Slim | - Des’ree - Billie Piper - PJ Harvey - Hinda Hicks - Billie Myers |
| Najlepsza brytyjska grupa | Najlepszy nowy wykonawca |
| - Manic Street Preachers - Beautiful South - Catatonia - Gomez - Massive Attack | - Belle & Sebastian - Another Level - Billie Piper - Cleopatra - Cornershop - Five - Gomez - Hinda Hicks - Propellerheads - Steps |
| Najlepszy artysta międzynarodowy | Najlepsza artystka międzynarodowa |
| - Beck - Eagle Eye Cherry - Neil Finn - Pras - Will Smith | - Natalie Imbruglia - Alanis Morissette - Lauryn Hill - Madonna - Sheryl Crow |
| Najlepszy zespół międzynarodowy | Najlepszy nowy wykonawca międzynarodowy |
| - The Corrs - Air - Beastie Boys - Fun Lovin' Criminals - R.E.M. | - Natalie Imbruglia - Air - B*Witched - Eagle Eye Cherry - Savage Garden |